# Стерналь, Энцо
Энцо́ Стерна́ль (фр. Enzo Sternal; родился 27 мая 2007) — французский футболист, нападающий клуба «Андерлехт».

## Клубная карьера
Уроженец Нанси, Энцо Стерналь начал футбольную карьеру в академии местного клуба «Нанси». В 2022 году 15-летний игрок присоединился к академии клуба «Олимпик Марсель» за 550 тысяч евро. В начале августа 2024 года подписал с клубом контракт до 2027 года. 17 августа 2024 года дебютировал в основном составе «Марселя» в матче французской Лиги 1 против «Бреста».
17 января 2025 года Энцо Стерналь перешёл в бельгийский клуб «Андерлехт», подписав контракт до 2027 года. Изначально он будет выступать за команду «Андерлехт Фьючерс».

## Карьера в сборной
Выступал в составе сборных Франции до 16, до 17 и до 18 лет.  Также может выступать за сборные Алжира.
В мае 2024 года сыграл на чемпионате Европы среди игроков до 17 лет, забив гол в матче против сборной Португалии.